# Historický archiv Timocké krajiny Zaječar
Historický archiv Timocké krajiny Zaječar (srbsky Историјски архив Тимочка крајина Зајечар) je kulturní instituce všeobecného významu, která se věnuje ochraně, uspořádání a archivování písemností a dalších dokumentů na území Zaječarského okruhu v Srbsku.

## Historie
V Zaječaru byl historický archiv založen v roce 1948, a to nejprve jako archivní středisko (srbsky arhivsko središte), které působilo na území 9 srezů (Zaječar, Bor, Knjaževac, Negotin, Boljevac, Minićevo, Jabukovac, Kladovo a Donji Milanovac). V roce 1951 byl přejmenován na Městský státní archiv (srbsky Gradska državna arhiva) v souladu se zákonem přijatým v témže roce, současný název má od roku 1973. V názvu instituce je zdůrazněna příslušnost k regionu Timocké krajiny. Dnes je příslušný pro opštiny Knjaževac, Boljevac a město Zaječar.